# HK Saryarka Karaganda
Der HK Saryarka Karaganda (kasachisch Сарыарқа Қарағанды хоккей клубы) ist ein kasachischer Eishockeyklub aus der zentralkasachischen Stadt Qaraghandy. Die Mannschaft spielt in der multinationalen Wysschaja Hockey-Liga.

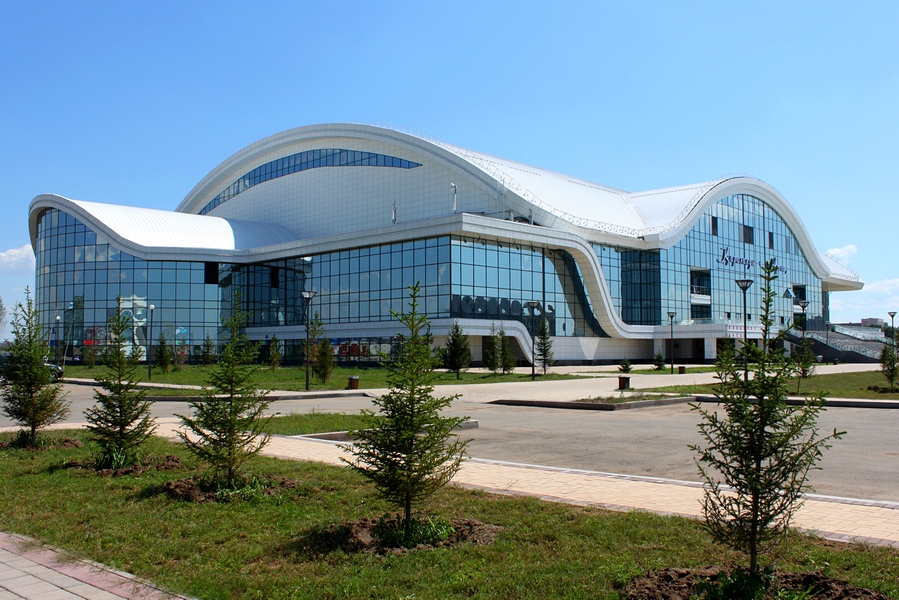
Sportpalast Qaraghandy

## Geschichte
Der HK Saryarka wurde am 25. Juli 2006 gegründet, um die Stadt an Stelle des bereits in den 1990er Jahren aufgelösten Awtomobilist Karaganda zu vertreten und gilt als dessen inoffizielles Nachfolgeteam.
Die ersten beiden Spielzeiten spielte die Mannschaft zunächst in der Perwaja Liga, der dritthöchsten russischen Spielklasse. In der Vorrunde belegte der HK Saryarka jeweils einen dritten Rang. In der Saison 2007/08 wurde im Finale der Play-offs die russische Mannschaft Wympel Meschduretschensk nach Siegen mit 2:1 (6:3, 3:6, 4:2) bezwungen. Somit wurde der Verein Meister der Gruppe „Sibir-Ferner Osten“ 2007/08 in der Perwaja Liga. Durch diesen Erfolg durfte das Team in der Saison 2008/09 am Spielbetrieb der Wysschaja Liga, der zweithöchsten russischen Spielklasse, teilnehmen und belegte am Ende der Vorrunde den enttäuschenden neunten Platz in der Ost-Division, der nicht für die Play-offs reichte.
Für die Saison 2009/10 wurde das Team erstmals als Teilnehmer am IIHF Continental Cup nominiert. Dabei entschied sich der Turnierausgang der Gruppe B in der zweiten Runde bereits am ersten Spieltag. Die Mannschaft unterlag den Gastgebern von KS Cracovia mit 2:3. Anschließende Siege gegen Tartu Kalev-Välk aus Estland mit 8:0 und gegen SC Energija Elektrėnai aus Litauen mit 4:1 reichten im Endklassement nur zum zweiten Platz, somit schied das Team aus Karaganda aus dem weiteren Turnierverlauf aus.
Ab 2009 spielte der Verein in der Kasachischen Eishockeymeisterschaft. In der Saison 2009/10 erkämpfte der Verein den ersten Platz in der Vorrunde, entschied die Halbfinalserie gegen den Gornjak Rudny mit 3: 0 für sich. Die Finalserie gegen den HK Beibarys Atyrau wurde erst im fünften Entscheidungsspiel gewonnen. Somit wurde das Team erstmals kasachischer Meister.
2012 wurde der Verein in die 2010 gegründete Wysschaja Hockey-Liga, die in Russland die zweite Liga ist, aufgenommen. In der Saison 2012/13 gewann der HK Saryarka Karaganda die Vorrunde, musste sich allerdings im Playoff-Finale mit 3: 4 gegen Toros Neftekamsk geschlagen geben. In der Saison 2013/14 belegte der Verein in der Vorrunde den 4. Platz. In den Playoffs stieß der HK Saryarka Karaganda bis in das Finale vor und konnte sich in diesem mit 4: 2 gegen Rubin Tjumen durchsetzen. Somit gewann das Team zum ersten Mal die Wysschaja Hockey-Liga.
Der HK Saryarka Karaganda fungiert als Farmteam des KHL-Teilnehmers HK Awangard Omsk.

## Zweite Mannschaft
Als der Verein am Spielbetrieb in russischen Ligen teilnahm, hatte er auch eine zweite Mannschaft, die in der Kasachischen Eishockeymeisterschaft spielte. In der Saison 2006/07 wurde der vierte Platz errungen und ein Jahr danach der sechste und letzte Platz. In der Saison 2008/09 erspielte die Mannschaft wiederum den vierten Rang. Da der Verein ab der Saison 2009/10 nur noch an der Kasachischen Eishockeymeisterschaft teilnahm, wurde die zweite Mannschaft zur ersten Mannschaft. Da er seit der Saison 2012/13 jedoch wieder an der zweitklassigen russischen Wysschaja Hockey-Liga teilnahm, wurde die erste Mannschaft wieder zur zweiten Mannschaft. In der Saison 2012/13 belegte die 2. Mannschaft den 10. und damit letzten Platz. Dadurch konnte man sich nicht für die Playoffs qualifizieren. Nach der Saison wurde die zweite Mannschaft des Vereins aufgelöst.

## Erfolge
- Kasachische Meisterschaft
  - Meister 2010
- Perwaja Liga
  - Meister 2008
- Kasachischer Eishockeypokal
  - 2. Platz 2008[1], 2010
- Wysschaja Hockey-Liga
  - Meister 2014, 2019
  - 2. Platz 2013

## Bekannte Spieler
- Vitalij Aab (2013–2014)
- Danijar Achmetow (2008–2009)
- Jewgeni Boljakin (2008–2009)
- Maxim Chudjakow (2006–2009, 2012–2013)
- Pawel Duma (2006–2013)
- Denis Franskewitsch (2012–2013)
- Josh Gratton (2012–2013)
- Alexei Iwanow (2009–2010)
- Pawel Kanarski (2012–2013)
- Andrei Kolesnikow (2012–2013)
- Dmitri Kramarenko (2008)
- Alexei Kusnezow (2005–2006)
- Michal Macho (2012–2014)
- Ilja Maljuschkin (2012–2013)
- Jewgeni Schdanow (2006–2007)
- Alexander Schin (2006–2007)
- Andrei Troschtschinski (2010)

## Bekannte Trainer
- Galym Mambetalijew (2007–2008)
- Jerlan Saghymbajew (2008–2009)
- Oleg Boljakin (2009–2010)
- Dmitri Kramarenko (2010)
- Gennadi Zygurow (2010–2011)
- Ramil Saifullin (2011–2012)
- Andrei Kirdjaschow (2012)
- Leonīds Tambijevs (2014–2015)
- Andrei Potaitschuk (2015)
- Wadim Jepantschinzew (2015–2017)
- Kari Heikkilä (2018–)